# 生体腎移植臓器売買仲介事件
生体腎移植臓器売買仲介事件（せいたいじんいしょくぞうきばいばいちゅうかいじけん）とは、暴力団が臓器売買を仲介していた事件。
東京都江戸川区の内科医院院長は慢性腎不全を患っていたが、人工透析による治療に負担を感じたため、暴力団関係者を介して臓器を買うことを決意。2009年10月から2010年4月に暴力団関係者を介して臓器提供者を虚偽の養子縁組として役所に届け、親族同士の生体腎移植を装って腎臓の提供を受ける約束をしてドナー紹介の見返りとして暴力団関係者に現金1000万円を支払った。しかし、追加報酬で折り合いがつかなかったため途中で頓挫し、別のドナー男性と虚偽の養子縁組をした上で、2010年7月に紹介者の暴力団関係者に現金800万円を支払い、宇和島徳洲会病院で移植手術を受けた。
2011年6月に事件が発覚し、レシピエントの内科医院院長、2人のドナー（1人はドナー候補）、仲介役関係者など計10人が臓器移植法違反（臓器売買の禁止）などの疑いで警視庁組織犯罪対策4課に逮捕された。1人を除く9人が起訴され、5人の実刑判決と4人の執行猶予付きの有罪判決が言い渡された。
日本における臓器売買において暴力団の関与が明るみに出た初めての事件である。